# Elliptisk geometri
Elliptisk geometri är en viss typ av icke-euklidisk geometri, i vilket, givet i en linje L och en punkt p utanför L, där det inte finns en parallell linje L som passerar s. Euklides parallellaxiom gäller inte i elliptisk geometri, liksom hyperbolisk geometri, vilket kan tolkas som att hävda att det finns exakt en parallell linje L som passerar s. I elliptisk geometri finns det inga parallella linjer alls. Elliptisk geometri har en mängd egenskaper som skiljer sig från de klassiska euklidiska plangeometrierna. Till exempel är summan av vinklarna av någon triangel alltid större än 180°. Sfärisk geometri är ett specialfall av elliptisk geometri.